# 阿卜杜勒-阿齐兹·杰拉德
阿卜杜勒-阿齐兹·杰拉德 (阿拉伯语：عبد العزيز جراد，1954年2月12日-) 是一位阿尔及利亚政治家和外交官，曾在2019年12月28日至2021年6月30日担任阿尔及利亚总理。 2021年9月，他被任命为阿爾及利亞駐瑞典大使。